# Yanchep

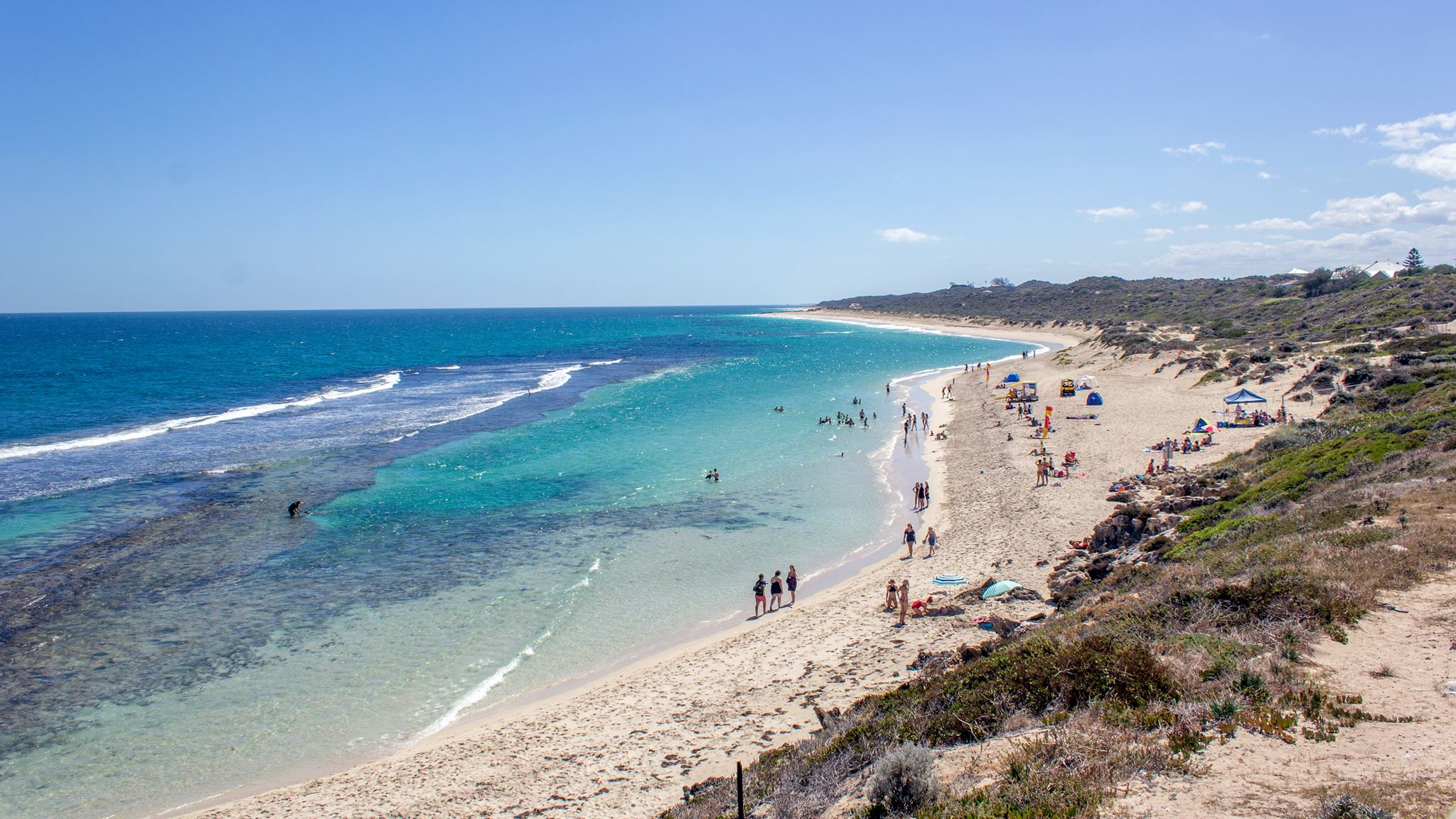
Spiaggia Yanchep Lagoon

Yanchep è un sobborgo costiero di Perth, nell'ovest di Australia, a 56 chilometri a nord del distretto centrale di affari di Perth. È parte dell'area del governo locale della Città di Wanneroo. Originalmente era un piccolo assestamento di pesca di langosta, è stato sviluppato dall'imprenditore Alan Bond negli anni 1970. L'area comprende il centro urbano di Yanchep e il Parco Nazionale Yanchep nella sua totalità.

## Geografia
Yanchep confina a nord-est con Two Rocks e a sud con le località rurali di Eglinton, Carabooda e Pinjar. Le località di Gingin e Chittering, non metropolitane, circondano i limiti nord ed est di Yanchep. Ad ovest Yanchep è bagnata dall'Oceano Indiano.
I suoi limiti come sobborgo sono estremamente grandi, coprono più di 220 chilometri quadrati e occupano quasi tutta parte nord e nord-est della città di Wanneroo. Nonostante questo, la concentrazione urbana di Yanchep si trova quasi nella sua totalità in una piccola enclave intorno a Yanchep Beach Road, vicino alla costa.

## Storia
Le terre che comprende Yanchep vennero usate inizialmente come pascolo stagionale per le pecore fino al 1970, quando Alan Bond comprò approssimativamente 8100 ettari di terra nell'area. La corporation Bond presentò il progetto "Yanchep Sun City" - una futura città satellite di più di 200 000 residenti. Le prime case della zona vennero edificate nel 1972, e il porto sportivo della vicina Two Rocks venne costruito come parte integrante dello stesso progetto due anni dopo. Ciò nonostante, le vendite di alloggi nell'area diminuirono a partire dal 1974. Nel 1977 il progetto venne acquistato dalla Tōkyū Corporation dopo che la Bond iniziò ad avere difficoltà finanziarie.